# 산천어운수
산천어운수(山川魚運輸)는 강원특별자치도 화천군의 농어촌버스 회사이고, 본사는 강원도 화천군 화천읍 중앙로 24에 위치해 있다.

## 연혁
- 1980년 1월 23일 : 태평운수로 설립
- 1999년 : 사명을 태평운수에서 태흥운수로 변경
- 2017년 1월 1일 : 사명을 태흥운수에서 산천어운수로 변경
- 2023년 9월 13일: 폐업

## 주요 운행 노선

### 농어촌버스
- ● 1번: 화천 ~ 동촌리
- ● 2번: 화천 ~ 풍산리 (좌석버스 겸용 운행)
- ● 3번: 화천 ~ 다목리
- ● 5번: 화천 ~ 오음리·간척
- ● 6번: 화천 ~ 계성리
- ● 7번: 화천 ~ 말고개
- ● 8번: 화천 ~ 안평리
- ● 9번: 화천 ~ 구운리
- ● 10번: 화천 ~ 풍산리 (좌석버스 겸용 운행)
- ● 11번: 화천 ~ 노동리
- ● 12번: 화천 ~ 거례리
- ● 15번: 화천 ~ 신아아파트
- ● 16번: 화천 ~ 명월리
- ● 17번: 화천 ~ 삼일
- ● 18번: 화천 ~ 광덕리
- ● 19번: 화천 ~ 수밀리
- ● 20번: 화천 ~ 용담
- ● 21번: 화천 ~ 사창리
- ● 22번: 화천 ~ 감성마을
- ● 25번: 화천 ~ 풍산고등학교
- ● 27번: 화천 ~ 주파리

### 좌석버스
- ● 2번: 화천 ~ 풍산리 (농어촌버스 겸용 운행)
- ● 10번: 화천 ~ 풍산리 (농어촌버스 겸용 운행)
- ● 13번: 화천 ~ 안동포 (~ 평화의댐)